# 鐸辰
铎辰，春秋时期赤狄部落的一支。在今山西省长治市东南。
铎辰在今潞城、屯留附近铎辰等赤狄部落以潞氏为盟主，共建北狄政权，向东扩展，不断与晋国发生冲突，称雄华夏诸侯。周定王十三年（前594年），晋国击败赤狄诸部，灭潞氏，赤狄衰落，失去支柱，诸部分散。周定王十四年（前593年），晋国士会击灭铎辰，部众被献与周王，居地并入晋国。